# Tamiasciurus
A Tamiasciurus az emlősök (Mammalia) osztályának rágcsálók (Rodentia) rendjébe, ezen belül a mókusfélék (Sciuridae) családjába tartozó nem.

## Rendszerezés
A nembe az alábbi 3 faj tartozik:
- Douglas-mókus (Tamiasciurus douglasii) Bachman, 1839
- kanadai vörösmókus (Tamiasciurus hudsonicus) Erxleben, 1777 - típusfaj
- mexikói vörösmókus (Tamiasciurus mearnsi) Townsend, 1897